# Сага про Інглінгів
Са́га про Інглінгів (давн.-ісл. Ynglinga saga) — одне з найважливіших джерел ранньої історії Скандинавії. Написана давньоісландською мовою ісландцем Снорі Стурлусоном імовірно у період між 1220 р. й 1230 роком. Де є опис подій V—IX ст. Належить до «королівських саг» і є першою частиною роботи Снорі «Коло Земне».
У цій сазі розповідається про 30 предків Рьогнвальда, сина Олава Альва з Гейрстада, перерахованих у «Переліку Інглінгів» скальда Тьодольва з Гвініра: «В цій пісні названі тридцять предків Рьогнвальда й оповідано про смерть і місце поховання кожного з них» («Коло Земне», Пролог). До них Снорі додає епізоди про чотирьох правителів, які підкоряли собі Упсалу — Ньйорд, Хакі, морського конунга Сьольві та Івар Широкі Обійми.

## Історична основа
Вважається, що перші 18 глав саги сягають до поганських міфів і не містять жодних історичних відомостей. Починаючи з XIV гл., писав М. І. Стеблін-Каменський, в оповіданні проглядаються мотиви, характерні для героїчних сказань. Пізніше з'являються деякі реальні історичні факти: вікінгські походи (гл. XXII), існування в Швеції багатьох місцевих конунгів (гл. XXVII), освоєння нових земель у Швеції (гл. XXX, XXXVI, XLII). Деякі події частково перегукуються з давньоанглійською поемою «Беовульф». Наприклад, Онгентеов, Отар, Адільс і Онела, що згадуються в «Беовульфі», безперечно, відповідають Егілові, Отару, Адільсу й Алі із «Саги про Інглінгів».
У зв'язку з тим, що один з походів, описуваний в поемі, мав місце, згідно франкського історика Григорія Турського, в 516 р. робилися спроби датування «Саги про Інглінгів». Відомий шведський археолог Біргер Нерман запропонував датування: смерть Агні — початок V ст.; смерть Альріка і Ейріка, а також Інгви і Альва — перша пол. V ст.; смерть Йорунда — після середини V ст.; смерть Ауна — кінець V ст. або не пізніше 500 р.; смерть Егіль — незадовго до 516 р.; смерть Отара — близько 525 р.; смерть Адільса — близько 575 р.; смерть Ейстейна — кінець VI ст. або не пізніше 600 р.; смерть Інгвара — близько 600 р. або на початку VII ст.; смерть Анунда — близько 640 р.; смерть Інгьяльда — незабаром після 650 р.; смерть Олава — кінець VII ст.; смерть Гальвдана — до 750 р.; смерть Ейстейна — кінець VIII ст.; смерть Гальвдана — початок IX ст.; смерть Гудрьода — 821 р.; народження Олава Альва з Гейрстадіра — 801 р.; смерть Рьогнвальда — 855—865 рр. Зазначене М. І. Стеблін-Каменський датував гіпотетично.
Деякі відомості «Саги про Інглінгів» підтверджуються археологічними розкопками. Наприклад, у Швеції в Старій Упсалі розташовані три могильні кургани. Вони датовані V—VI ст.. У них, за переказами, поховали конунгів Ауна, Егіля і Адільса. Поблизу Венделя в Уппланді знаходиться інший курган, де, за переказами, поховали Отара на прізвисько «Вендельська ворона» (гл. XXVII). Інші два поховання, пов'язані з персонажами «Саги про Інлінгів», виявлені в Норвегії. Передбачається, що в кургані в Гокстаді поховали Олава Альва з Гейрстадіра, а в кургані в Усеберзі — дружину гудрьода Асу.

## Композиція
Розповідь у «Сазі про Інглінгів» являє собою послідовність відносно незалежних епізодів, і кожен епізод, як зазначає О. О. Мельникова, присвячений діянню одного з правителів. Особливе значення надається трьом моментам у «біографії конунга»:
- прихід до влади,
- обставини смерті,
- місце поховання.

Однак, на відміну від «Переліку Інглінгів», віси якого постійно Сноррі приводить до підтвердження своїх слів, і в правдивості яких він не сумнівається, Стурлусон розповідає про величезну кількість інших подій, що не завжди згадуються Тьодольвом: військові походи, напади на інші землі, сімейні відносини, весілля і т. д., а також дає характеристики конунгові. Інтерес у Снорі викликають і містобудування у діяннях конунгів: зведення доріг, встановлення системи хуторів, в яких збиралася данина та ін..

## Географія
Географія саги не обмежується сучасними територіями Швеції (де спочатку влаштувалися Інглінги) та Норвегії. Снорі Стурлусон згадує про варязькі походи в інші країни, повідомляє, що Івар Широкі Обійми підкорив собі не лише шведську державу, але й данську (Danmörk, гл. 20) і «східну» (Austrveg, тобто країни на схід від Варязького моря), країну саксів (Saxland, гл. 5) і п'яту частину Англії (England, гл. 45). У Сазі також згадані Чорна Країна (Bláland, гл. 1), Гардарикі (Garðaríki, гл. 5), країна турків (Tyrkland, гл. 5, 15), Фінляндія (Finnland, гл.16), Естонія (Eistland, гл. 36), країна сарацинів (Serkland, гл. 1).
Згаданий Ньорвасунд (Nörvasundum, Гібралтарська протока), Йорсалаланд (Jórsalaland, Палестина), Свартахав (Руське море). Північне Причорномор'я на захід від р. Дона (Tanakvísl) названо країною Ванів (Vanaheimr), а східна країною асів (Ásaland, Ásaheimr), де столицею був Асгард (Ásgarð).

## Зміст
Сага починається з опису країн світу, концентруючи увагу читачів (слухачів) на країні асів. Столицею асів було місто Асгард, де правил непереможний Одін. Ворогами асів були вани. Після однієї з воєн два народи обмінялися заручниками. Ньйорд, Фрейр, Квасір стали жити серед асів, а Мімір і Хьонір — серед ванів. Під час спалаху невдоволення вани відрубали голову Мімірові й послали її Одіну, але той зміг оживити голову мудреця. Залишивши правителями в Асгарді своїх братів Вілі і Ве, Одін вирушив спочатку на захід в Гардарику, а потім на південь у країну саксів. Звідти Одін вирушив на острів Фюн. Син Одіна Скьйольд одружився з Гевйон і жив на острові Зеландія. Звідти влада асів поширилася на Упсалу та навколишні землі. Одін прославився як співак і чаклун. Він ввів у своїй країні «ті закони, що були раніше у Асів» — звичай трупоспалення і поховання в курганах. Коли Одін помер, королем малої (історичної) Швеції став Ньйорд. Після нього правив Фрейр-Інгві, який перетворив м. Упсалу на столицю Швеції. Від нього пішли Інглінги.
Після смерті Фрейра правив його син Фьйольнір, а потім його син Свейгдір, який прагнув відшукати землю предків. Свейгдір побував в Ванахеймі, звідки привіз дружину Вану. У них народився син Ванланді (Vanlandi). Ванланді одружився з дівчиною з Фінляндії й у них народився син Вісбур (Vísburr). Потім правили його прямі нащадки Домальді (Dómaldi), Домар (Dómarr), Дюггві (Dyggvi) і Даг (Dagr).
Надалі в оповіданні з'являються протоісторичні персонажі.
- У XIX гл. розповідається про конунга Агні, його походи в країну фінів і безглузду смерть.
- У XX гл. розповідається про конунга Альреке та Ейріка, які, як «вважають люди», вбили один одного.
- У XXI гл. схожа доля спіткала конунгів Інгві та Альва.
- У XXII гл. розповідається про конунга Гуглейке, у якого при дворі було «багато різних скоморохів, арфистів і скрипалів». Гуглейке втратив країну після нападу на неї морського конунга Гакі.
- У XXIII гл. Інглінги Йорунд та Ейрік воювали з Хакі, зазнали поразки, але смертельно поранили морського конунга.
- У XXIV гл. розповідається про загибель Йорунда в поході на Данію.
- У XXV гл. поміщений казковий епізод про багаторічне (з перервами) правління конунга Ауна, який приносив у жертву своїх синів на заміну довголіття.
- У XXVI гл. розповідається про протистояння конунга Егіля та його раба-втікача, а також про смерть Егіля від бика.
- У XXVII гл. розповідається про сварку Отара з данським конунгом і загибель Отара в бою.
- XXVIII-XXIX гл. присвячені конунгу Адільсу та його ворожнечі з саксами й данцями.
- У XXX—XXXI гл. розповідається про конунга Ейстейна і про те, як він віддав державу морському конунгу Сьольві.
- У XXXII гл. розповідається про конунга Інгвара, його походи в східні країни й загибель в бою з естами.
- У XXXIII-XXXV гл. розповідається про конунга Енунда, котрий помстився естам за батька та будував по всій Швеції дороги.
- XXXVI—XXXIX гл. присвячені конунгові Інгьяльду, який хитрістю й підступністю захопив сусідні землі.
- У XL-XLI гл. розповідається про героїчну загибель Інгьяльда і про те, як Інглінги втратили шведську державу.
- У XLII-XLIII гл. розповідається про втечу конунга Олава Лісоруба (Дроворуба) у Вермланд і про те, як його принесли у жертву через неврожай.
- У XLIV-XLV гл. розповідається про могутнього конунга Гальвдана Біла Кістка і його завоювання.
- У XLVI гл. розповідається про конунга Ейстейна Грома та його загибель у наслідку чаклунства.
- У XLVII гл. розповідається про конунга Гальвдана, чиї люди отримували багато золотих монет, але жили жебраками.
- У XLVIII гл. повідомляється про конунга гудрьода Мисливця та його загибелі від руки вбивці.

У заключній XLIX гл. розповідається про конунгів Олава Альві та Гейрстадіра (і його сина Рьогнвальда), на честь якого Тьодольв з Гвініра склав свій «Перелік Інглінгів».

## Публікації
Вперше «Сага про Інглінгів» була перекладена англійською мовою в 1844 р.. Першим російською мовою сагу переклав С. Д. Ковалевський. Переклад був опублікований в 1972 р. в журналі «Середні віки» (рос. Средние века). У 1980 р. вийшло у світ видання «Коло Земне», підготовлене колективом авторів: А. Я. Гуревич, Ю. К. Кузьменко, О. О. Смирницька і М. І. Стеблін-Каменський. Безпосередньо «Сагу про Іглінгів» видання 1980 р. переклав М. І. Стеблін-Каменський.
Російською мовою сагу перевів М. І. Стеблін-Каменський.
- (рос.)Снорри Стурлусон, «Круг Земной». — М.: Наука, 1980.
- (рос.)Снорри Стурлусон, «Круг Земной». — М.: Ладомир, Наука, 1995 (репринтное издание 1980 г.).
- (рос.)Снорри Стурлусон, «Круг Земной». — М.: Ладомир, 2002 (репринтное издание 1980 г.).